# 阿火站
阿火站（：／ Ahwa yeok */?）為韓國鐵道公社中央線沿線的一座鐵路車站，位於韓國庆尚北道慶州市西面阿火里，有無窮花號及Nuriro号列車停靠。

## 車站結構
站體為2面5線的完全混合式月台。

### 月台配置
| ↑ 永川   |
| \| ２ \| |
| 西慶州 ↓ |

| 月台 | 路線   | 車種     | 目的地             |
| ---- | ------ | -------- | ------------------ |
| 1    | 東海線 | 無窮花號 | 往東大邱方向       |
| 2    | 東海線 | 無窮花號 | 往浦項、太和江方向 |

## 历史
- 1918年9月20日 - 落成使用。

## 相鄰車站
韓國鐵道公社
中央線
永川－阿火－牟梁